# Ignacio Zoco
Ignacio Zoco, voluit Ignacio Zoco Esparza, (Garde (Navarra), 31 juli 1939 – Madrid, 28 september 2015) was een Spaans profvoetballer.
Zoco begon zijn carrière bij amateurclub Oberena. In 1959 stapte hij over naar CA Osasuna. Alvorens enkele maanden uitgeleend te zijn aan CD Iruňa, kwam hij in 3 seizoenen Osasuna aan 69 wedstrijden en 4 doelpunten. In 1962 tekende Zoco voor Real Madrid. Hier bleef hij 12 seizoenen. Hij speelde 318 wedstrijden voor Real en scoorde 8 maal. In die periode werd Real Madrid zes keer landskampioen. Europees kwam hij 64 keer in actie voor Real, waarin hij 4 keer scoorde.
Zoco speelde tussen 1961 en 1969 25 keer voor het Spaans voetbalelftal en scoorde hierin 1 doelpunt. In 1964 won hij met La Selección het Europees kampioenschap. Hij overleed in 2015 op 76-jarige leeftijd.

## Statistieken
| Seizoen | Club        | Land   | Competitie       | Wedstrijden | Doelpunten |
| ------- | ----------- | ------ | ---------------- | ----------- | ---------- |
| 1959/62 | CA Osasuna  | Spanje | Primera Division | 69          | 4          |
| 1962/74 | Real Madrid | Spanje | Primera Division | 318         | 8          |
|         |             |        | Totaal           | 387         | 12         |